# Dani Alonso
Daniele Mazuqueli Alonso (Marília, 23 de junho de 1988) é uma política brasileira, filiada ao Partido Liberal (PL). Nas eleições de 2022, foi eleita deputado estadual por São Paulo com 80 337 votos (0,34% dos votos válidos). Seu pai, Daniel Alonso é ex prefeito da cidade de Marília.